# Falaises d'argile d'Omarama

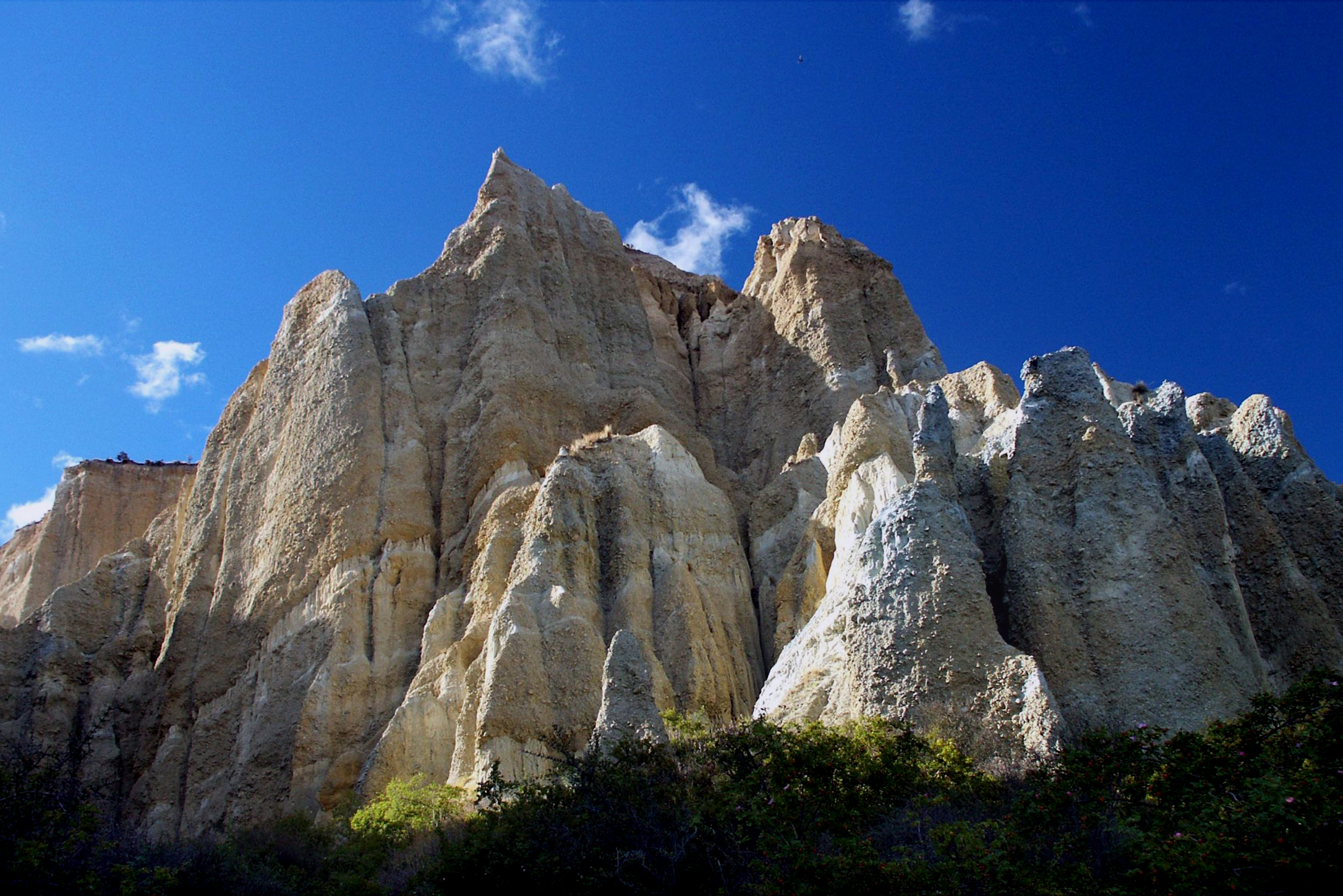
Falaises d'argile d'Omarama

Les falaises d'argile d'Omarama, sont également connues sous le nom de falaises d'argile de la rivière Ahuriri, ou encore celui des falaises d'argile de l'escarpement de faille érodé de  Waitaki valley. Elles constituent un groupe de falaises situé dans la région d'Otago, dans le district de Waitaki, en Nouvelle-Zélande dans l'Île du Sud. Omarama est le nom Mâori signifiant «Endroit lumineux» à cause des ciels exceptionnellement clairs de la région. Les falaises sont situées près de la rive nord de la rivière Ahuriri, à environ 10 km à l'ouest de la commune d'Omarama.
Les falaises sont une attraction touristique de la région dont la plus grande partie est située dans le Parc de conservation d'Ahuriri. Ce parc créé en 2005 comportait la ferme de Birchwood Station, qui jouissait d'un bail. Il contenait en outre, de vastes zones humides qui n'étaient pas exploitées au maximum de leur potentiel. Birchwood Station a poursuivi son activité agricole jusqu'à la fin du bail en 2010. 
Les falaises appartiennent à des intérêts privés, le stationnement est payant. Elles sont situées à proximité du fleuve Ahuriri, à une courte distance du nord du village  accessible par l'intersection les routes nationales  et .

## Formation
Les falaises sont constituées de couches de limon et de gravier qui se sont formées, il y a environ deux millions d'années, lors de l' érosion glaciaire . Elles ont été soulevées par la faille d'Ostler dans le bassin inter-montagneux de Mackeny, (communément et traditionnellement appelé le Mackenzie Country), elles sont intégrées dans les formations sédimentaires d'Hawkdun.
Les falaises d'argile d'Omaraman, sont constituées  d'énormes cheminées de fées en tuf et des crêtes pointues qui surplombent de profonds ravins. Comparées aux montagnes voisines, vieilles de 250 millions d'années, les falaises d'argile sont relativement récentes. Aujourd'hui, les couches de gravier et de limon peuvent être considérées comme des bandes inclinées, car les strates ont été inclinées depuis leur dépôt il y a 1 à 2 millions  d'années.